# Xích Thổ
Xích Thổ là một xã miền núi nằm ở phía bắc huyện Nho Quan, tỉnh Ninh Bình, Việt Nam.

## Địa lý
Xã Xích Thổ nằm ở phía bắc huyện Nho Quan, cách trung tâm thành phố Ninh Bình 29 km, có vị trí địa lý:
- Phía đông giáp huyện Gia Viễn
- Phía nam giáp xã Gia Sơn
- Phía tây và phía bắc giáp tỉnh Hòa Bình
- Phía đông và phía tây xã Gia Lâm và tỉnh Hòa Bình.

Xã Xích Thổ có diện tích 21,18 km², dân số năm 2019 là 8.029 người, mật độ dân số đạt 379 người/km².
Đây là xã có diện tích lớn thứ 10 Ninh Bình, sau các xã Cúc Phương, Kỳ Phú, Quang Sơn, Phú Long, Yên Đồng, Gia Hòa, Thạch Bình, Ninh Hải, Trường Yên.
Sông Bôi chảy từ Hòa Bình xuyên qua xã rồi đi vào ranh giới giữa hai huyện Nho Quan và Gia Viễn trước khi đổ vào sông Hoàng Long.
Đây là xã cực bắc của Ninh Bình, có tên trong bài hát với câu mở đầu: "Lại về Ninh Bình đi qua miền Xích Thổ". Xã này cũng là một trong số xã được công nhận Anh hùng lực lượng vũ trang nhân dân ở Ninh Bình. Quốc lộ 37C (nâng cấp tỉnh lộ 479) đi qua địa bàn xã.

## Kinh tế
Khu công nghiệp Xích Thổ Lưu trữ ngày 27 tháng 12 năm 2013 tại Wayback Machine (thuộc xã Xích Thổ, huyện Nho Quan). Tập trung sản xuất vật liệu xây dựng bao gồm sản xuất phụ gia công nghiệp; Vật liệu xây dựng; Chế biến đồ gỗ; Cơ khí chế tạo lắp máy. Khu công nghiệp được thành lập trên cơ sở đầu tư dự án sản xuất Sô Đa 1,5 triệu tấn/năm với diện tích 300 ha. Thuộc xã miền núi có điều kiện kinh tế đặc biệt khó khăn, tạo điều kiện chuyển dịch cơ cấu kinh tế vùng và nâng cao điều kiện kinh tế xã hội. Mặt bằng là đất đồi núi xen kẽ đất nông nghiệp, sản xuất kém hiệu quả, giao thông thủy bộ, cấp điện thuận lợi.
Xã Xích Thổ có chợ Lạc, là một trong 9 chợ quê trên địa bàn Nho Quan nằm trong danh sách 107 chợ loại 1, 2, 3 ở Ninh Bình năm 2008.